# Sif Rykær
Sif Rykær (født 16. januar 1988) er en kvindelig dansk fodboldspiller der spiller midtbane for KoldingQ i Gjensidige Kvindeligaen og har tidligere spillet for Danmarks kvindefodboldlandshold.

## Karriere
Hun begyndte at spille for Haderslev FK i sine første ungdomsår. Hun flyttede til Island i en ung alder, for at spiller sig til Valur. Med holdet vandt hun også Úrvalsdeild kvenna i 2008. Hun flyttede tilbage til Danmark i 2009, for for at spille for IK Skovbakken, med hvem hun blev pokalmestre med i 2009. Først i 2017 skiftede hun til ligaklubben VSK Aarhus, men skiftede efter et år til Kolding Q.
Hun fik landsholdsdebut ved d. 2. marts 2011, ved Algarve Cup 2011 i Portugal. Dog nåede hun kun at spille seks kampe og har ikke optrådt for landsholdet siden 2015.

## Meritter

### Klub
KoldingQ
- DBUs Landspokalturnering for kvinder
  - Vinder: 2009

Valur
- Úrvalsdeild kvenna
  - Vinder: 2008